# Ново-Курский
Но́во-Ку́рский — хутор в Майском районе республики Кабардино-Балкария. Входит в состав муниципального образования «Сельское поселение Ново-Ивановское».

## География
Хутор расположен в западной части Майского района, на правом берегу реки Баксан. Находится в 3 км к юго-западу от сельского центра — села Ново-Ивановское, в 16 км к западу от районного центра — Майский и в 28 км к северо-востоку от города Нальчик. Вдоль хутора проходит автотрасса «P288», напрямую связывающая Нальчик с городами Прохладный и Майский.
Граничит с землями населённых пунктов: Баксанский на северо-востоке, Ново-Ивановское на востоке, Колдрасинский на юге и Чёрная Речка на западе.
Населённый пункт расположен на наклонной Кабардинской равнине, в равнинной зоне республики. Средние высоты на территории хутора составляют 258 метров над уровнем моря. Рельеф местности представляют собой в основном наклонную равнину. К западу от хутора тянутся малые возвышенности. Пойма реки Баксан изрезана балками и понижениями.
Гидрографическая сеть представлена рекой Баксан и его правым притоком Чёрная Речка. Местность богата водными ресурсами, благодаря близкому залеганию грунтовых вод к поверхности земли.
Климат влажный умеренный. Лето жаркое и полузасушливое. Абсолютный максимум в июле-августе достигает +40°С. Зима мягкая. Длится около трех месяцев. Морозы непродолжительные, минимальные температуры крайне редко отпускаются ниже −15°С. Среднегодовое количество осадков составляет около 650 мм. Основное количество осадков выпадает в период с апреля по июнь.

## История
Хутор основан в 1893 году крестьянами-переселенцами из Курской губернии Российской империи. В память о своей родине, основанный ими хутор был назван Ново-Курским.
В 1895 году хутор был административно подчинён селу Ново-Ивановское. В 1920 году включён в состав образованного сельсовета села Ново-Ивановское.

## Население
| 2002 | 2010 | 2021 |
| ---- | ---- | ---- |
| 372  | ↘313 | ↗351 |

Национальный состав
По данным Всероссийской переписи населения 2010 года:
| Народ      | Численность, чел. | Доля от всего населения, % |
| ---------- | ----------------- | -------------------------- |
| русские    | 185               | 59,1 %                     |
| турки      | 56                | 17,9 %                     |
| кабардинцы | 21                | 6,7 %                      |
| цыгане     | 18                | 5,8 %                      |
| балкарцы   | 16                | 5,1 %                      |
| белорусы   | 6                 | 1,9 %                      |
| другие     | 11                | 3,5 %                      |
| всего      | 313               | 100 %                      |

По данным Всероссийской переписи населения 2021 года:
| Народ               | Численность, чел. | Доля от всего населения, % |
| ------------------- | ----------------- | -------------------------- |
| русские             | 175               | 49,86 %                    |
| турки               | 78                | 22,22 %                    |
| балкарцы            | 27                | 7,69 %                     |
| цыгане              | 23                | 6,55 %                     |
| кабардинцы          | 15                | 4,28 %                     |
| украинцы            | 7                 | 1,99 %                     |
| другие / не указано | 26                | 7,41 %                     |
| всего               | 351               | 100 %                      |

Половозрастной состав
По данным Всероссийской переписи населения 2010 года:
| Возраст     | Мужчины, чел. | Женщины, чел. | Общая численность, чел. | Доля от всего населения, % |
| ----------- | ------------- | ------------- | ----------------------- | -------------------------- |
| 0 — 14 лет  | 32            | 23            | 55                      | 17,6 %                     |
| 15 — 59 лет | 92            | 122           | 214                     | 68,4 %                     |
| от 60 лет   | 25            | 19            | 44                      | 14,0 %                     |
| Всего       | 149           | 164           | 313                     | 100,0 %                    |

Мужчины — 149 чел. (47,6 %). Женщины — 164 чел. (52,4 %).
Средний возраст населения — 33,1 лет. Медианный возраст населения — 30,2 лет.
Средний возраст мужчин — 35,6 лет. Медианный возраст мужчин — 30,0 лет.
Средний возраст женщин — 30,8 лет. Медианный возраст женщин — 30,5 лет.

## Инфраструктура
Основные объекты социальной инфраструктуры расположены в сельском центре — Ново-Ивановское.

## Улицы
| Грейдерная |
| Красная    |

| Речная |

| Советская |

## Примечание
1. 1 2  Итоги Всероссийской переписи населения 2020 года (по состоянию на 1 октября 2021 года)
2. ↑  Численность населения Кабардино-Балкарской Республики по сельским населённым пунктам по итогам ВПН-2002
3. ↑  Численность населения КБР в разрезе населённых пунктов по итогам Всероссийской переписи населения 2010 года
4. 1 2  База микроданных Всероссийской переписи населения 2010 года. Дата обращения: 16 ноября 2015. Архивировано из оригинала 9 июня 2014 года.
5. ↑  Итоги Всероссийской переписи населения 2020 года. Том 5. Национальный состав и владение языками. Таблица 1. Национальный состав населения Кабардино-Балкарской Республики, городских округов и муниципальных районов. Дата обращения: 9 октября 2023. Архивировано 16 октября 2023 года.
6. ↑  Численность населения КБР по итогам Всероссийской переписи населения 2010 года. Дата обращения: 27 августа 2016. Архивировано из оригинала 24 июня 2016 года.